# Rolf Hansen
Rolf Hansen (Ilmenau, 12 de diciembre de 1904-Múnich, 3 de diciembre de 1990) fue un director de cine de nacionalidad alemana.

## Biografía
Inició su carrera en 1933 como asistente de Hans Behrendt en Hochzeit am Wolfgangsee y en 1935 fue ayudante de Carl Froelich en Liselotte von der Pfalz y Ich war Jack Mortimer. Su debut como director se produce en el siguiente año con el cortometraje Das Schönheitsfleckchen, primer film alemán en color basado en un texto de Alfred de Musset e interpretado por Lil Dagover y Wolfgang Liebeneiner.
Entre 1936 y 1940 continuó trabajando con Carl Froelich como ayudante y en alguna como asistente de producción-. También dirige sus primeros largometrajes Gabriele: eins, zwei, drei y Das Leben kann so schön sein, esta última censurada por el régimen nazi considerado "difamatorio".
En los años 40, escribe y dirige diferentes películas como 'Der Weg ins Freie, Un gran amor, que suspuso su mayor éxito comercial en el periodo del Tercer Reich, y Damals, todas interpretadas por la actriz y cantante sueca Zarah Leander.
En la década de los 50, continuó dirigiendo como Dr. Holl gracias al cual recibió el "Diploma de Honor" en el primer Festival internacional de Cine de Berlín, Das letzte Rezept que fue presetanda en la sección oficial del Festival Internacional de Cine de Cannes de 1952 y Resurrección. En 1960,m dirige su último film, El paje del rey.

## Filmografía
- Das Schönheitsfleckchen (1936) - cortometraje
- Gabriele: eins, zwei, drei (1937)
- Das Leben kann so schön sein (1938)
- Sommer, Sonne, Erika (1940)
- Der Weg ins Freie (1941) - también coguionista
- El gran amor (Die große Liebe) (1942) - también coguionista
- Damals (1943) - también coguionista
- Vagabunden (1949) - también coguionista
- Mathilde Möhring (1950)
- Anime nella tormenta (Föhn) (1950) - también coproductor
- Dr. Holl(1951)
- Das letzte Rezept (1952)
- Die große Versuchung (1952)
- Sauerbruch - Das war mein Leben (1954)
- Geliebte Feindin (1955)
- 'Teufel in Seide (1956)
- Die Letzten werden die Ersten sein (1957)
- ...und führe uns nicht in Versuchung (1957)
- Resurrección (Auferstehung) (1958)
- El paje del rey (Gustav Adolfs Page) (1960)

## Premios y distinciones
Festival Internacional de Cine de Berlín
| Año  | Categoría            | Película                              | Resultado |
| ---- | -------------------- | ------------------------------------- | --------- |
| 1951 | Certificado de honor | Doctor Holl: Historia de un gran amor | Ganador   |